# Форрен, Вегард
Ве́гард Фо́ррен (норв. Vegard Forren; род. 16 февраля 1988, Хюрксетерёра, Сёр-Трёнделаг) — норвежский футболист, центральный защитник фарерского клуба «КИ Клаксвик». Выступал за сборную Норвегии.

## Клубная карьера
Форрен начал свою профессиональную карьеру в клубе «Мольде», куда он перешёл в 2007 году и с которым подписал контракт сроком на 5 лет. Молодой норвежский защитник привлек внимание клубов из ведущих европейских лиг, таких как «Милан», «Ньюкасл», «Ливерпуль» и «Хоффенхайм», однако Вегард предпочёл остаться в «Мольде». Также его в своё время пытались выторговать «Лацио» и «Копенгаген».
После победы в Типпелиге с «Мольде», в декабре 2011 года клуб отклонил два предложения по Форрену от «Брюгге».
18 января 2013 года Форрен подписал контракт с клубом Премьер-лиги «Саутгемптон» сроком на 3,5 года.

## Карьера в сборной
Форрен выступал за молодёжную сборную Норвегии, дебютировав в её составе 25 марта 2008 года в матче против Украины. Всего же за норвежскую молодёжку Вегард сыграл 14 матчей, в которых забил 3 мяча. Также он дважды сыграл за сборную до 23 лет.
Впервые в составе сборной Норвегии Форрен сыграл 18 января 2012 года в матче против Таиланда.

## Статистика
| Матчи Форрена за сборную Норвегии | Матчи Форрена за сборную Норвегии | Матчи Форрена за сборную Норвегии | Матчи Форрена за сборную Норвегии | Матчи Форрена за сборную Норвегии | Матчи Форрена за сборную Норвегии |
| --------------------------------- | --------------------------------- | --------------------------------- | --------------------------------- | --------------------------------- | --------------------------------- |
| 1                                 | 18 января 2012                    | Таиланд                           | 1:0                               | -                                 | Товарищеский матч                 |
| 2                                 | 21 января 2012                    | Республика Корея                  | 3:0                               | -                                 | Товарищеский матч                 |
| 3                                 | 12 октября 2012                   | Швейцария                         | 1:1                               | -                                 | ЧМ-2014 (квалификация)            |
| 4                                 | 16 октября 2012                   | Кипр                              | 3:1                               | -                                 | ЧМ-2014 (квалификация)            |
| 5                                 | 14 ноября 2012                    | Венгрия                           | 2:0                               | -                                 | Товарищеский матч                 |
| 6                                 | 6 февраля 2013                    | Украина                           | 0:2                               | -                                 | Товарищеский матч                 |
| 7                                 | 22 марта 2013                     | Албания                           | 0:1                               | -                                 | ЧМ-2014 (квалификация)            |
| 8                                 | 7 июня 2013                       | Албания                           | 1:1                               | -                                 | ЧМ-2014 (квалификация)            |
| 9                                 | 11 июня 2013                      | Македония                         | 2:0                               | -                                 | Товарищеский матч                 |
| 10                                | 14 августа 2013                   | Швеция                            | 2:4                               | -                                 | Товарищеский матч                 |
| 11                                | 6 сентября 2013                   | Кипр                              | 2:0                               | -                                 | ЧМ-2014 (квалификация)            |
| 12                                | 10 сентября 2013                  | Швейцария                         | 0:2                               | -                                 | ЧМ-2014 (квалификация)            |
| 13                                | 11 октября 2013                   | Словения                          | 0:3                               | -                                 | ЧМ-2014 (квалификация)            |
| 14                                | 15 октября 2013                   | Исландия                          | 1:1                               | -                                 | ЧМ-2014 (квалификация)            |
| 15                                | 15 ноября 2013                    | Дания                             | 1:2                               | -                                 | Товарищеский матч                 |
| 16                                | 19 ноября 2013                    | Шотландия                         | 0:1                               | -                                 | Товарищеский матч                 |
| 17                                | 15 января 2014                    | Молдова                           | 2:1                               | -                                 | Товарищеский матч                 |
| 18                                | 18 января 2014                    | Польша                            | 0:3                               | -                                 | Товарищеский матч                 |
| 19                                | 5 марта 2014                      | Чехия                             | 2:2                               | -                                 | Товарищеский матч                 |
| 20                                | 27 мая 2014                       | Франция                           | 0:4                               | -                                 | Товарищеский матч                 |
| 21                                | 31 мая 2014                       | Россия                            | 1:1                               | -                                 | Товарищеский матч                 |
| 22                                | 27 августа 2014                   | ОАЭ                               | 0:0                               | -                                 | Товарищеский матч                 |
| 23                                | 3 сентября 2014                   | Англия                            | 0:1                               | -                                 | Товарищеский матч                 |
| 24                                | 9 сентября 2014                   | Италия                            | 0:2                               | -                                 | ЧЕ-2016 (квалификация)            |
| 25                                | 10 октября 2014                   | Мальта                            | 3:0                               | -                                 | ЧЕ-2016 (квалификация)            |
| 26                                | 13 октября 2014                   | Болгария                          | 2:1                               | -                                 | ЧЕ-2016 (квалификация)            |
| 27                                | 12 ноября 2014                    | Эстония                           | 0:1                               | -                                 | Товарищеский матч                 |
| 28                                | 16 ноября 2014                    | Азербайджан                       | 1:0                               | -                                 | ЧЕ-2016 (квалификация)            |
| 29                                | 28 марта 2015                     | Хорватия                          | 1:5                               | -                                 | ЧЕ-2016 (квалификация)            |
| 30                                | 8 июня 2015                       | Швеция                            | 0:0                               | -                                 | Товарищеский матч                 |
| 31                                | 12 июня 2015                      | Азербайджан                       | 0:0                               | -                                 | ЧЕ-2016 (квалификация)            |
| 32                                | 3 сентября 2015                   | Болгария                          | 1:0                               | 1                                 | ЧЕ-2016 (квалификация)            |
| 33                                | 6 сентября 2015                   | Хорватия                          | 2:0                               | -                                 | ЧЕ-2016 (квалификация)            |

## Достижения
«Мольде»
- Типпелига (2): 2011, 2012

«КИ Клаксвик»
- Суперкубок Фарерских островов: 2023